# Шерділ-хан
Шерділ (Шер-Аділ)-хан (1786  — 9 серпня 1826) — 1-й володар Кандагарського ханства.

## Життєпис
Походив з племені Мухаммадзай з пуштунського племенного об'єднання баракзай. Син сарафразхана Паїнда Хана. Народився 1786 року. 1799 року приєднався до брата Фатіх Хана, що втік до Персії, побоючись помсти Земан-шаха. 1800 року брав у часть у боях проти останнього. В наступні роки діяв спільно з Фатіх Ханом, який 1809 року став фактичним володарем Дурранійської імперії. Призначається сардаром (намісником) Газні.
З 1814 року спільно з Фатіх Ханом брав участь у походах до Хорасану. 1817 року після схоплення та осліплення Фатіх Хана за наказом Фіруз ад-Діна, брата Махмуд Шаха Дуррані, втік разом з братом Коханділ-ханом до Сістану, де став збирати війська. У 1818 року разом з братом Пурділ-ханом став правителем Кандагару. Втім йому довелося протистояти іншому брату — Дост Мухаммед-хану. При цьому постійно маневрував між ним та іншим зведеним братом Мухаммад Азім-ханом, що поставив на трон в Кабулі Аюб-Шаха. Останній невдовзі став головним супротивником, оскільки Шерділ-хан не поспішав визнавати його зверхність.
Поступоов закріпився в Кандагарі, його співправителями стали брати Пурділ і Мехрділ. 1823 року скориставшись смертю Мухаммед Азім-хана рушив на Кабул, де владу перебрав його небіж Хабібулла Хан. Невдовзі відсторонив того від влади, оголосивши себе правителем Афганістану з титулом емір Кабула. При цьому надав братові Дост Мухаммеду сардарство Кухістану.
Того ж року почалася нова боротьба з Дост Мухаммедом, що блокував Кабул. Бойові сутички тривали декілька місяців. Зрештою за посередництва шейхів племен Шерділ-хан погодився повернутися до Кандагару, поступившись Кабулом братові Султан Мухаммед-хану.
В наступні роки активно протистояв Гератському ханству. При цьому зумів встановити владу над Белуджистаном. Змусив Мехраба II, князя Калата, визнати свою зверхність. Помер у 1826 року під час військової кампанії проти Сінду. Владу перебрав його брат Пурділ-хан.